# Pimbo

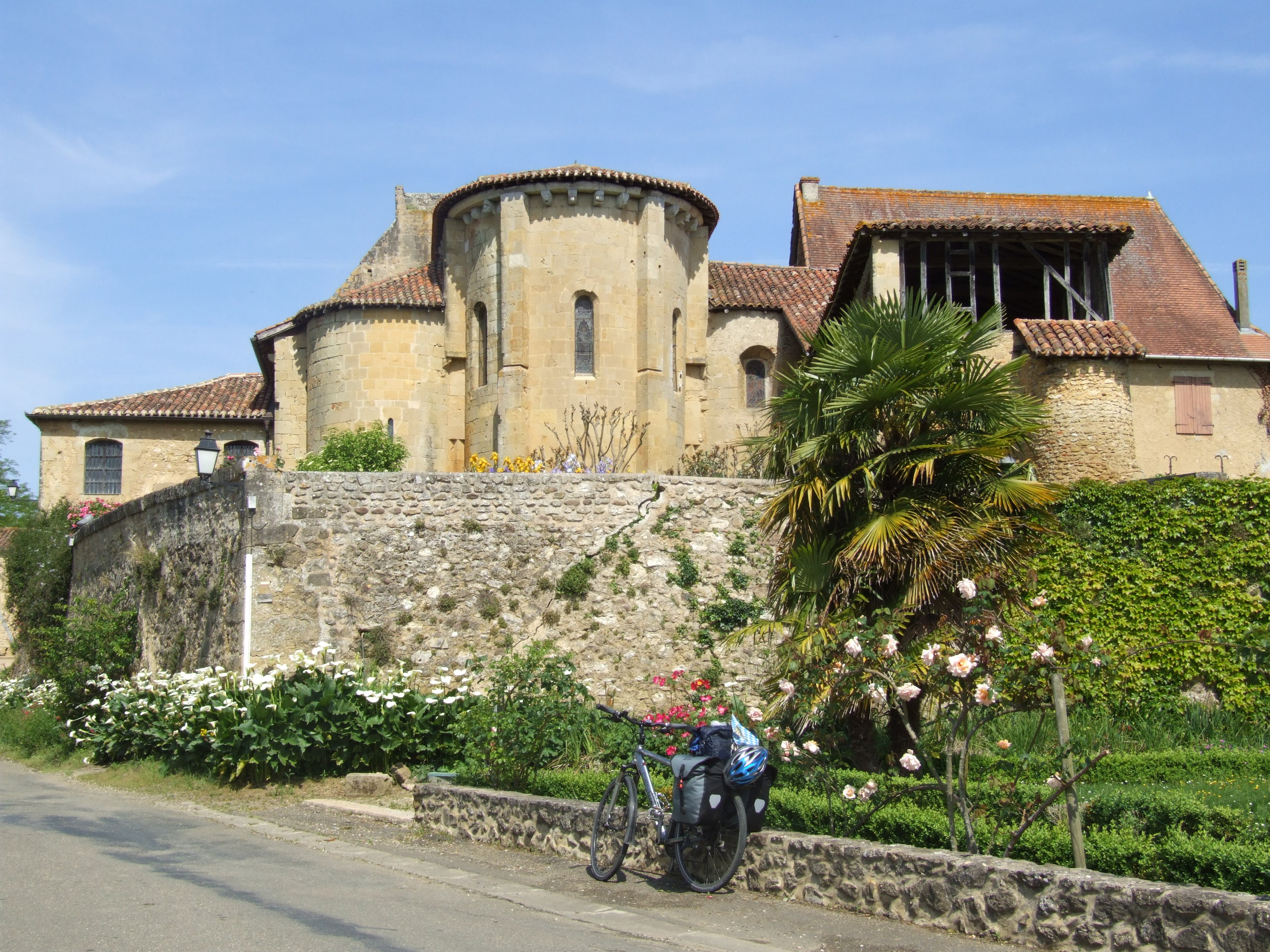
Kerk

Pimbo is een gemeente in het Franse departement Landes (regio Nouvelle-Aquitaine) en telt 179 inwoners (1999). De plaats maakt deel uit van het arrondissement Mont-de-Marsan.

## Geschiedenis
In de plaats lag de benedictijner abdij Sainte-Marie-de-Pendulo, die mogelijk teruggaat tot 777. In de 12e eeuw werd de abdij omgevormd naar een kapittel van kanunniken. Het kapittel van Saint-Bathélemy stichtte samen met de seneschalk van Gascogne in 1268 de bastide Pimbo. Pimbo was de eerste bastide gesticht in de Landes en werd gebouwd op een strategisch gelegen heuvelrug. Door deze ligging kreeg de bastide geen dambordpatroon maar strekte zich uit langs een centrale straat tussen de collegiale kerk van Saint-Bathélemy en een burcht.

## Geografie
De oppervlakte van Pimbo bedraagt 10,6 km², de bevolkingsdichtheid is 16,9 inwoners per km².
De onderstaande kaart toont de ligging van Pimbo met de belangrijkste infrastructuur en aangrenzende gemeenten.

## Demografie
Onderstaande figuur toont het verloop van het inwonertal (bron: INSEE-tellingen).